# Błagoewo (obwód Razgrad)
Błagoewo (bułg. Благоево) – wieś w Bułgarii, w obwodzie Razgrad, w gminie Razgrad. W 2023 roku liczyła 608 mieszkańców.